# サイトロン・レーベル
サイトロン・レーベル（Scitron Label）とは、かつて存在した日本のレコードレーベルである。
ゲームミュージックを中心に、多数の音楽・映像作品をリリースした。

## 概要

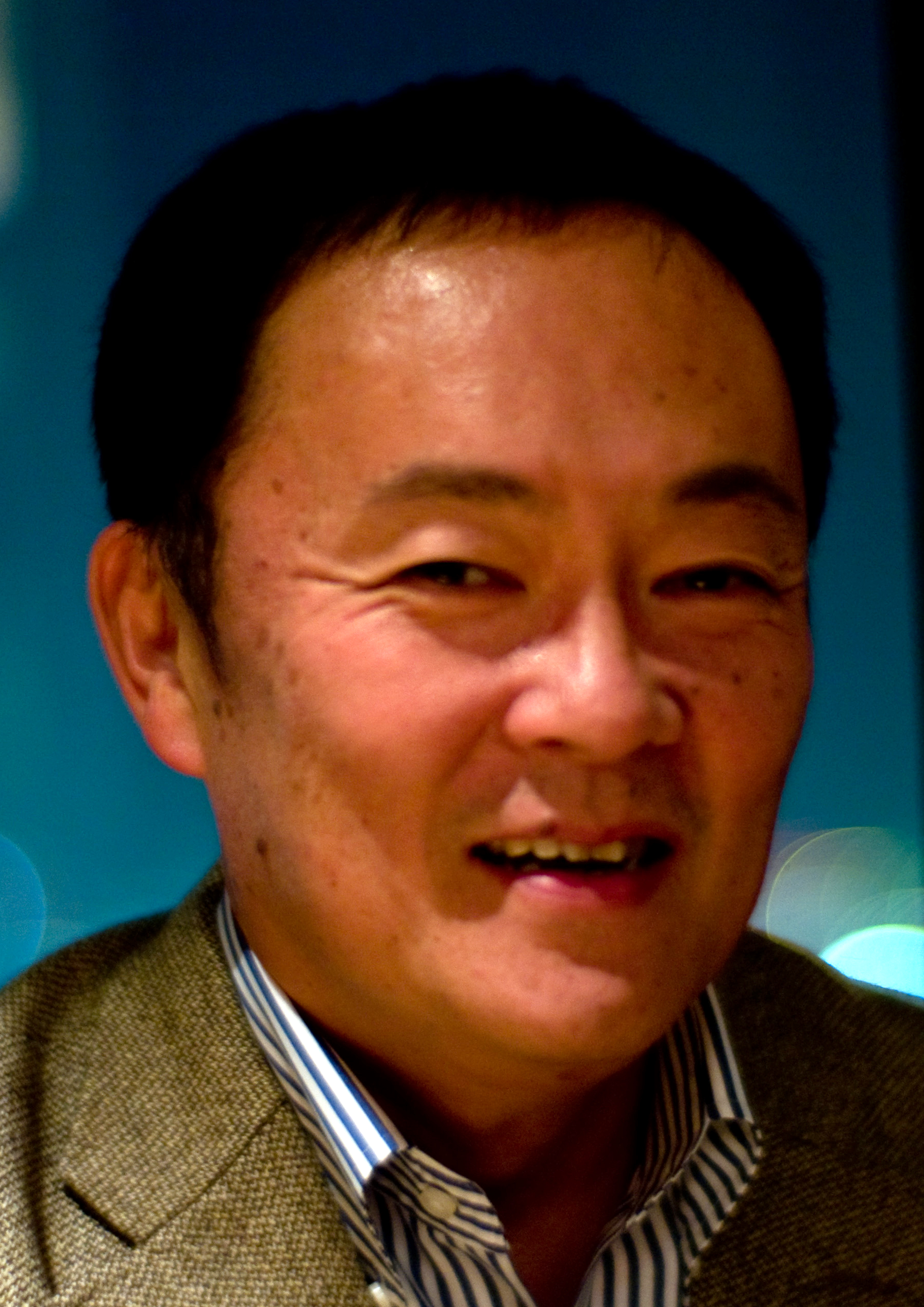
小尾一介

### 前史
1984年、イエロー・マジック・オーケストラのA&Rやプロデューサーだった小尾一介が、アルファレコード株式会社の￥ENレーベルで細野晴臣と、『ゼビウス』や『マッピー』、『ニューラリーX』などのBGMを収録した日本初となるゲームミュージックのレコード『ビデオ・ゲーム・ミュージック』を制作した。それに手ごたえを得た小尾は、後にアルファレコード内にゲームミュージック専門レーベル「G.M.O.レコード」を立ち上げた。
1986年、小尾が独立し、遠藤雅伸のゲームスタジオのメンバーと合流してサイトロン・アンド・アート株式会社を設立。ゲームミュージック音楽ソフトの制作を開始。

### 創立
1988年6月、サイトロン・アンド・アートがポニーキャニオンと「サイトロン・レーベル」を設立して、音楽・映像・ゲームソフトの制作・発売を開始。それまでG.M.O.レコードでサウンドトラックを発表していた多数のゲームメーカーと、レーベルのファンクラブが移籍した。第1弾作品はZUNTATAによる『ニンジャウォーリアーズ -G.S.M.TAITO 1-』。
以後、G.M.O.レコードと同様に大手のみならず中堅ゲームメーカーの作品も積極的にリリース。ジャレコや日本物産、UPLのゲームミュージックは、サイトロン・レーベルにより初めてアルバム化された。
またメディアミックスも積極的に行い、1989年頃、開局したばかりのFM富士で、同社提供のラジオ番組「サイトロン・デジタル・プレス!」や「GAME MUSIC LAND」を放送していた。ディスクジョッキーは木場剛（後のバッキー木場）だった。さらに、ゲームの最新情報を収録したビデオマガジン「サイトロン・デジタル・ビデオプレス!」を発刊、全国のレンタルビデオ店にて無料レンタルを行っていた（第2号にて終了）。
1989年には、CDにゲーム1 - 2タイトルの楽曲のみを収録し、1500円の安価で販売する「G.S.M.1500シリーズ」を開始。

### ゲームミュージックバンド
第2弾作品『ギャラクシーフォース -G.S.M.SEGA 1-』にて、セガのバンド「S.S.T.BAND」がデビュー。後にメンバーを揃えて実際にライブを行うに至り、ゲームミュージックバンドの代表格となった。
また、G.M.O.レコード時代から活動していたタイトーの「ZUNTATA」やカプコンの「アルフ・ライラ・ワ・ライラ」（後に「ALFH LYRA」に改名）が参加したほか、新たにデータイーストの「ゲーマデリック」、SNKの「新世界楽曲雑技団」、ADKの「ADKサウンドファクトリー」といったゲームミュージックバンドが、続々とデビューした。
1990年には、ZUNTATAとS.S.T.BANDが出演する「ゲームミュージックフェスティバル'90」が開催され、以後夏の風物詩として定着する。

### 看板メーカーの変化
しかし1993年、S.S.T.BANDが「ゲームミュージックライブ電撃'93」のステージを最後に解散。同年12月には、セガが東芝EMI（後のEMIミュージックジャパン）・ユーメックスレーベルに移籍する。さらに、1994年にカプコンがソニーレコード（後のソニー・ミュージックエンタテインメント）に移籍し、同年東亜プランが倒産。1996年にはタイトーが自社レーベル「ZUNTATA RECORD」を立ち上げ、サイトロン・レーベルを離脱するなど、レーベルの看板メーカーが相次いで去っていった。
代わって、当時対戦型格闘ゲームのヒットで隆盛を誇っていたSNKの作品が、リリースの大半を占めるようになる。キャラクター人気に着目したドラマCDや、声優によるラジオ番組「子安・氷上のゲムドラナイト」の放送など、サイトロン・レーベルのメインコンテンツに成長していった。
また、1996年には「ファンタスティックキャラクターシリーズ」が立ち上がる。いわゆるギャルゲーを題材にしたシリーズで、『悠久幻想曲』シリーズを中心に展開されていった。

### レーベルの終焉
1999年、ファンクラブが解散。同年12月、ソニー・ミュージックエンタテインメントと新レーベル「サイトロン・ディスク」を設立し、以降はそちらで作品を発表することとなる。
サイトロン・レーベル最後の作品は、2000年4月19日発売の『AGNOIA ドラマCD II「Phrase1〜ルシフェル〜」』であった。

## 作品シリーズ

### G.S.M.
ゲームミュージックのフルアルバムシリーズ。G.S.M.とは「Game Sound Music」の略。
- オリジナル・バージョンが複数タイトル収録されるのが特徴で、アレンジ・バージョンを数曲収録することもある。1989年11月21日発売の『ダライアスII -G.S.M. TAITO 4-』以降は、2枚組で発売されることも。
- タイトルではG.S.M.の後ろにメーカー名と通し番号が記載されている。ただしベストアルバムやイメージアルバム（後述）などの場合、G.S.M.シリーズに含められるが通し番号は付与されない。
- ファミリーコンピュータ用ゲームのサウンドトラックは「G.S.M.(FC)」と表記されていたが、後に「G.S.M.」に統一されている。
- G.S.M.1500シリーズ（後述）およびイメージアルバムの立ち上げ以降は、役割分担が進み、1993年8月20日発売の『天地を喰らうII 赤壁の戦い -G.S.M. CAPCOM 7-』を最後に、G.S.M.シリーズは終了した。

### G.S.V.
ゲームのビデオ作品シリーズ。G.S.V.とは「Game Simulation Video」の略。
- おもにゲームの紹介・攻略ビデオがラインナップされている。また『ストリートファイターII』のビデオでは、「G.L.V.（Game Live Videoの略）」というシリーズ名も付けられている。
- なお同シリーズは、サイトロン・レーベル創立前の1987年12月16日に、ゲームビデオ3作品を手がけている。さらに、サイトロン・レーベルに参入しなかったコナミのビデオ作品も制作している（販売はコナミ工業が担当）。

### G.S.M.1500シリーズ
収録ゲームを1 - 2タイトルに絞り、CD1枚で1500円という低価格で販売したシリーズ。第1弾は1989年9月21日発売の『ゼロウイング』『原始島』『天聖龍』『レジェンド・オブ・ヒーロー・トンマ』『マルサの女』の5作品。後に、すでにサウンドトラックとして発表済みのタイトルを、再レコーディングして1500シリーズでCD化する「1500名盤シリーズ」もリリースされた。
収録内容は、オリジナル・バージョンの楽曲に加え、ボイス集やSE集など、ゲーム基板から収録された素材で占められる。アレンジ・バージョンの楽曲は収録されないか、収録されても1 - 2曲程度という構成が多い。
ライナーノーツは、四つ折りの紙の表面にトラック名、作曲者コメント、雑誌「ゲーメスト」編集者のコメントを掲載。裏面には楽譜が掲載されているという、共通のフォーマットが長く使われていた。のちに中綴じのものになる。
長年発売されたシリーズだったが、1998年4月1日発売の『堕落天使』を最後に、サイトロンORシリーズ（後述）に移行した。

### サイトロン・ビデオゲームミュージック年鑑
1989年、雑誌「ゲーメスト」の企画「ゲーメスト大賞」にて、ベストVGM部門にランクインした上位10タイトルを、翌年オムニバスアルバム『GAME MUSIC BEST OF THE YEAR 1989』に収録してリリース。当時すでにビクター音楽産業（後のビクターエンタテインメント）にてCD化されていた、ナムコ（後のバンダイナムコエンターテインメント）の2タイトルも収録された。
翌年以降は、同大賞ランクイン作品のうち、サイトロン・レーベル作品のみを集めた『サイトロン・ビデオゲームミュージック年鑑』シリーズとして発売された（1992年まで）。

### イメージアルバム
アレンジバージョンのみを収録したシリーズ。第1弾は1991年11月21日発売の『ストリートファイターII イメージアルバム』。
その後はSNK、ADKの対戦格闘ゲームを題材として7作品発売。1994年8月19日発売の『ワールドヒーローズ2JET イメージアルバム』を最後に、アレンジサウンドトラックス（後述）に移行した。

### サイトロン2000シリーズ
定価を2000円に設定し、1500シリーズと比べてライナーノーツなどの装丁に注力したシリーズ。第1弾は1994年4月21日発売『レイフォース』。
ほとんどがタイトーのタイトルで占められており、それ以外のメーカーでは、データイースト『ヘラクレスの栄光IV〜神々からの贈り物』、サンソフト『アルバートオデッセイ外伝〜LEGEND OF ELDEAN〜』など、少数に限られる。

### アレンジサウンドトラックス
イメージアルバムの後継となるシリーズ。英語表記は「ARRANGE SOUND TRAX」。第1弾は1994年11月18日発売『ザ・キング・オブ・ファイターズ'94 アレンジサウンドトラックス』。イメージアルバム同様、収録曲はすべてアレンジ・バージョンで、オリジナル・バージョンは収録されない。また、声優によるドラマパートが収録されることもある。
1998年5月20日発売の『リアルバウト餓狼伝説2 アレンジサウンドトラックス』からは、「サイトロンARシリーズ」とも表記された。

### ファンタスティックキャラクターシリーズ
ギャルゲーを題材にした作品。バラのつぼみをモチーフにしたマークが付けられていた。第1弾は1996年9月4日発売『プリンセスメーカーゆめみる妖精』。内容はサウンドトラック、アレンジバージョン、ドラマパートなどが混在しており、価格は2500円前後。
1998年6月17日発売の『ファーストKiss★物語』からは、「サイトロンFCSシリーズ」とも表記された。

### ドラマCD
声優によるドラマのみを収録したシリーズ。第1弾は1996年11月7日発売の『ザ・キング・オブ・ファイターズ'96 ドラマCD』。
1998年5月20日発売の『ひざの上の同居人ドラマCD〜恋する乙女編〜』からは、「サイトロンDRシリーズ」とも表記された。

### SNKキャラクターズサウンズコレクション
SNKの対戦格闘ゲームに登場するキャラクターにスポットを当てたシリーズ。第1弾は1997年7月18日発売の『草薙京』。
複数のゲームタイトルから、各キャラクターのテーマ曲のみをピックアップし、さらにオリジナルのドラマパートを収録しているのが特徴。第11弾の『八神庵』まで発売された。

### サイトロンORシリーズ
G.S.M.1500シリーズの後継となるシリーズ。第1弾は1998年4月17日発売の『メタルスラッグ2』。
内容は1500シリーズとほぼ同じだが、定価が1890円（税抜価格1800円）となっている。

### その他
- 1991年発売のファミリーコンピュータ用ゲーム『シャドウブレイン』では、ゲームの代替音声として利用することでより高い臨場感が得られるサウンドトラックCDを発売していた。
- 1992年、S.S.T.BANDのアルバム『BLIND SPOT』からのシングルカットとして、レーベル初のシングルCD『I CAN SURVIVE』『TACHYON』の2タイトルが発売。以降も、千葉麗子のシングルなどが散発的にリリースされている。
- 1993年には、レーベル創立5周年記念として『ストリートファイターII』およびネオジオのBOXセット（それぞれLDまたはVHS2本・CD3枚組）、タイトー・東亜プラン・データイーストの1500シリーズのBOXセット（それぞれCD5枚組）が発売された。
- 1995年5月1日には、『サムライスピリッツ』シリーズの楽曲をマスターズ・アット・ワーク（英語版）や高木完らがリミックスしたアルバム『SAMURAI REMIX』を発売。アナログ盤も発売された。また1996年11月21日には、『ザ・キング・オブ・ファイターズ』シリーズの楽曲をGTSやリル・ルイス（英語版）らがリミックスした『K.O.F. DANCE TRAX』も発売されている。
- 1995年11月7日には、『餓狼伝説』シリーズおよび『サムライスピリッツ』シリーズの楽曲をフルオーケストラアレンジし、スロバキアでレコーディングした「シンフォニックサウンドトラックス」を発売。
- メガCD用ゲームのサウンドトラックとして、「コンプリートアルバム」という名称が使われた。タイトルは『ニンジャウォーリアーズ』と『ナイトストライカー』の2作。
- 『ストリートファイターII』の派生作品として、戸田誠司プロデュースによるボーカルアレンジを集めた『熱唱!!ストリートファイターII』を発売。さらにその楽曲のインストゥルメンタルバージョン、カラオケバージョンのCDもリリースされた。
- G.S.V.以外のビデオ作品は、脱衣麻雀の名シーンを集めた「マージャンギャルズグラフィティ」シリーズや、昔のゲームの映像を収録した「完全保存版 TVゲームの歴史」シリーズなどもリリースされた。
- ミニドラマ等を集めた「DJステーション」もシリーズ化されている。元々はタイトーの『タイトーDJステーション -G.S.M.TAITO 5-』が初出で、ZUNTATAメンバーによるコントが収録されていた[6]。のちに、SNK対戦格闘ゲームのキャラクターたちによるコントを収録した『NEO・GEO DJステーション』が2タイトル、『NEO・GEO DJステーション』のライブアルバムが1枚、それぞれリリースされた。

## ゲームミュージック以外の作品
ゲームミュージック作曲者による作品では、S.S.T.BANDの完全オリジナルアルバム『BLIND SPOT』、ナムコ退社直後の細江慎治・佐宗綾子・相原隆行によるオリジナルアルバム『escape goat』、ゲームミュージック作曲者のインディーズ活動であったOMYやまにきゅあ団のアルバムを発売している。
それ以外では、クラブサウンドを集めた『ヴァーチャルドラッグ』シリーズ（映像版も発売）、立体音響“バーチャルサウンド”を用いたドラマCD『意外なくだもの』（原作・原田宗典、出演・余貴美子、大谷亮介ら）、F1カーのエンジン音などを収録した『バーチャルオーディオ F-1 GP ザ・エグゾーストサウンド』（1991年版と1992年版が存在）といったタイトルもリリースされている。